# Hibiscus escobariae
Hibiscus escobariae là một loài thực vật có hoa thuộc họ Malvaceae.
Loài này chỉ có ở Ecuador. Môi trường sống tự nhiên của chúng là rừng khô nhiệt đới hoặc cận nhiệt đới.